# Knapton (Yorkshire du Nord)
Pour les articles homonymes, voir Knapton.
Knapton est un village du Yorkshire du Nord, en Angleterre. Il est situé à cinq kilomètres à l'ouest de la ville d'York, sur la route B1224. Administrativement, il relève de l'autorité unitaire de la Cité d'York. Au recensement de 2011, la paroisse civile de Rufforth with Knapton, qui comprend également le village voisin de Rufforth, comptait 1 029 habitants.
Jusqu'en 1996, Rufforth relevait du district de Harrogate.

## Étymologie
Knapton est d'origine vieil-anglaise et désigne soit la ferme (tūn) d'un homme nommé Cnapa, soit la ferme appartenant à un jeune homme (cnapa). Ce nom est attesté sous la forme Cnapetone dans le Domesday Book, à la fin du XIe siècle.